# العوامة رقم 70 (فلم)
العوامة 70: فيلم مصري، من إخراج خيري بشارة.

## الابطال
- تيسير فهمي
- أحمد زكي
- كمال الشناوي
- أحمد بدير
- محمد شوقى
- كمال شيخون
- حمدى الوزير
- شفيع شلبي

## وصلات خارجية
- مقالات تستعمل روابط فنية بلا صلة مع ويكي بيانات